# هوگو بلیک
هوگو بلیک (انگلیسی: Hugo Blick) تهیه‌کننده، کارگردان، هنرپیشه، و فیلم‌نامه‌نویس اهل بریتانیا است.
از آثار او می‌توان به مجموعه تلویزیونی زن محترم اشاره کرد.